# 佩绍图-迪阿泽韦杜
佩绍图-迪阿泽韦杜是巴西马托格罗索州的一个市镇。总面积14398.661平方公里，总人口28917人，人口密度2人/平方公里。